# Васюк Олександр Павлович
Олекса́ндр Па́влович Васю́к (29 серпня 1965 — 28 серпня 2016) — старший солдат 54-ї окремої механізованої бригади Збройних сил України, учасник російсько-української війни.

## Короткий життєпис
Мобілізований у липні 2015 року. Після місячного навчання на Яворівському полігоні служив у 54-й окремій механізованій бригаді. Мав військове звання — старший солдат.
19 серпня 2016 року в зоні АТО біля міста Бахмут Донецької області зазнав поранення внаслідок обстрілу. Був госпіталізований до обласної лікарні міста Дніпро з опіками понад 70 % тіла. Перебував у важкому, але притомному стані. Помер в опіковому центрі міста Дніпро напередодні свого 51-го дня народження 28 серпня.
31 серпня 2016 року похований у м. Рівне, кладовище мікрорайону «Тинне».
Залишились дружина та син.

## Вшанування
- 15 вересня 2020 року на стіні школи № 6, в якій навчався Олександр Васюк, відкрили меморіальну дошку[1][2][4].
- Вшановується в меморіальному комплексі «Зала пам'яті», зокрема в щоденному ранковому церемоніалі 28 серпня[5][6].